# Shohimardon
Shohimardon (uzb. cyr.: Шоҳимардон; ros.: Шахимардан, Szachimardan) – eksklawa i miejscowość Uzbekistanu otoczona przez kirgiski obwód batkeński. W odróżnieniu od eksklawy So‘x, nie stanowi odrębnego tumanu, a administracyjnie podlega tumanowi Fargʻona w wilajecie fergańskim. Populacja wynosi ok. 5,4 tys. osób.

## Geografia
Eksklawa leży w dolinie na północnych stokach Gór Ałajskich na wysokości ok. 1500 m n.p.m. Zajmuje powierzchnię 90 km². 7 km na południowy zachód od eksklawy znajduje się Koʻkkoʻl (dosł. jezioro błękitne), największa atrakcja turystyczna w okolicy. Powstało ono w wyniku trzęsienia ziemi w 1766 roku.

## Ludność
W 1993 roku eksklawa była zamieszkana przez ok. 5100 osób, z czego 91% to Uzbecy, a 9% – Kirgizi.

## Historia

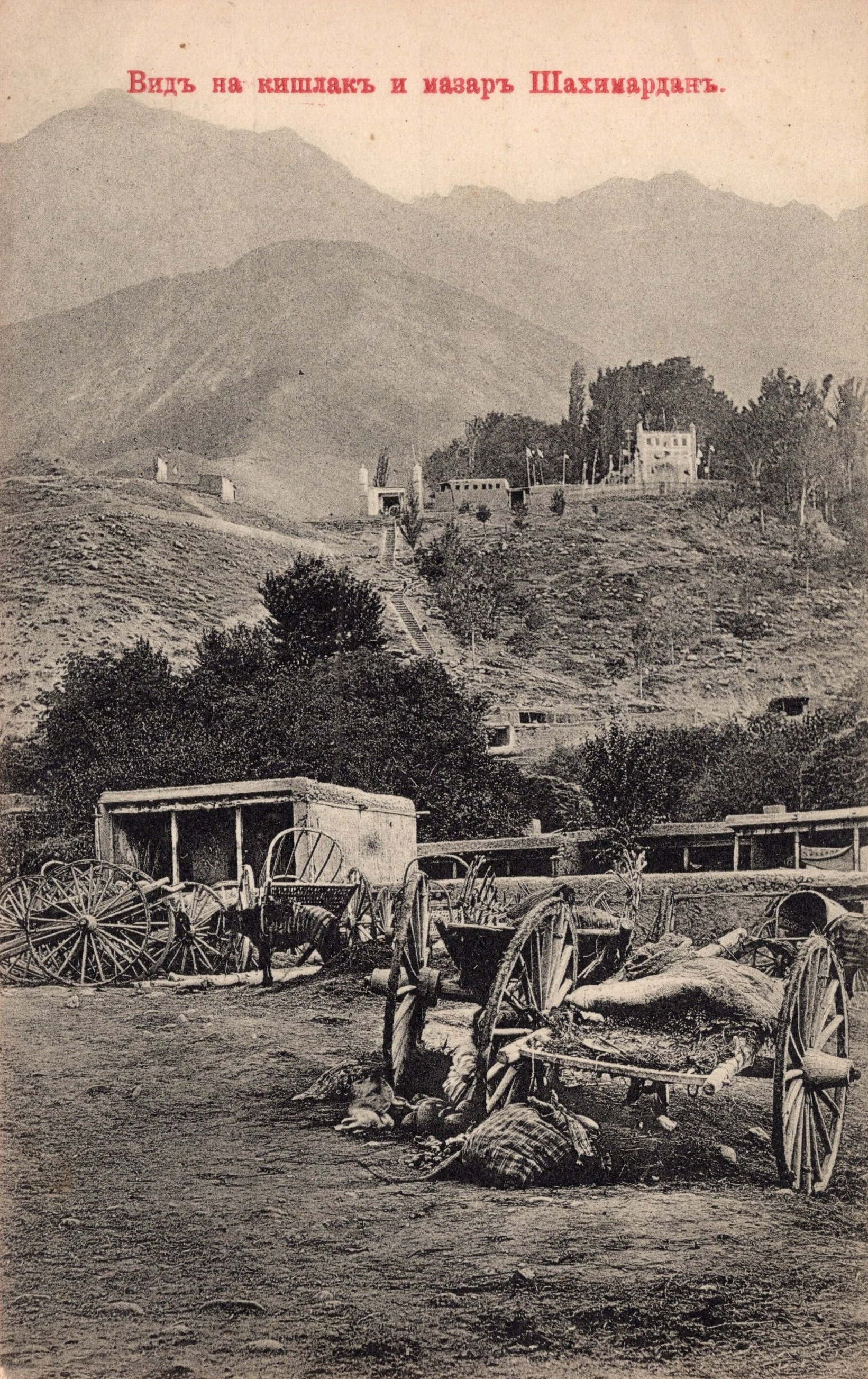
Widok na wioskę i mauzoleum Shohimardon, początek XX wieku

Terytorium znajduje się pod kontrolą uzbecką od 1930 roku. Dawniej Shohimardon nosił nazwę Hamzaobod. Nazwa ta została nadana na cześć Hamzy Hakimzody Niyoziyego, poety i twórcy uzbeckiego teatru dramatycznego.
Jesienią 2004 roku posłowie parlamentu kirgiskiego zwrócili się do rządu z propozycją wystąpienia do rządu uzbeckiego z roszczeniami do tego terenu.
W 2004 roku rozpoczęto usuwanie pól minowych wokół eksklawy, które zakończyło się w 2005.